# Pere-Jordi Bassegoda i Musté
Pere-Jordi Bassegoda i Musté (Barcelona, 7 de febrer de 1892 — Barcelona, 20 de setembre de 1988) fou un poeta i arquitecte barceloní.
Era fill de Bonaventura Bassegoda i Amigó i germà de Bonaventura Bassegoda i Musté, tots arquitectes. Estudià a l'Escola Superior d'Arquitectura de Barcelona i obtingué el títol d'arquitecte l'any 1917. Succeí el seu pare en el càrrec d'arquitecte municipal del Masnou. Com a arquitecte fou especialista en arquitectura legal. Després de treballar més de 35 anys com a arquitecte municipal del Masnou es va jubilar l'any 1962.
Com a poeta fou premiat als Jocs Florals (1912) i en altres certàmens (1911, 1918). La seva poesia, d'inspiració modernista, fou publicada a la col·lecció “Lectura Popular”. Les seves obres més destaques són Roses místiques (1974) i Les cançons del meu molí (1976). També deixà publicacions sobre la marina del Masnou i sobre les Ordinacions d'En Santacília. Traduí també Lieder (cançons de concert) al català en format per a cantar, activitat generalitzada pel seu coetani Joaquim Pena.
Es va casar amb Anna Hombravella i Millet i va tenir dos fills: Anna i Pere-Jordi.
El fons documental de Pere-Jordi Bassegoda i Musté es troba a l'Arxiu Municipal del Masnou.